# Ши, Джимми
Джеймс Эдмунд «Джимми» Ши младший (англ. James Edmound Shea, Jr., 10 июня 1968, Уэст-Хартфорд) — американский скелетонист, выступавший за сборную США с 1994 по 2005 годы. Наиболее известен по участию в зимней Олимпиаде 2002 года в Солт-Лейк-Сити, на которой произносил торжественную клятву, вместе с мужской сборной по хоккею 1980 года нёс олимпийский огонь и в итоге выиграл золотую медаль в скелетоне.
Ши является потомственным участником зимних Олимпийских игр. Его отец Джим принимал участие в соревнованиях по лыжному двоеборью и лыжным гонкам на Олимпиаде в Инсбруке, а дед, Джек Ши, выиграл две золотых медали в конькобежном спорте на Олимпиаде в Лейк-Плэсиде (Джек Ши погиб в возрасте 91 года за несколько недель до Олимпийских игр 2002 года). Причём дед точно так же произносил клятву на церемонии открытия в 1932 году. Американские средства массовой информации представляли этот случай первым в истории зимних Олимпиад, когда участие в них принимали люди из трёх разных поколений, но на самом деле подобное достижение принадлежит норвежской семье Лунде, которая представила третье поколение ещё на соревнованиях 1960 года.
Родился и вырос джимми Ши в городе Уэст-Хартфорд (штат Коннектикут), но ещё в юношестве переехал жить в Лейк-Плэсид (штат Нью-Йорк). Стал первым американцем, выигравшим заезд Кубка мира, и на данный момент обладает наибольшим количеством побед среди всех своих соотечественников (по итогам сезонов 1998—1999 и 2000—2001 дважды становился третьим). Имеет три медали с Чемпионатов мира: золотую (1999), серебряную (1997) и бронзовую (2000, разделил третье место с австрийцем Александром Мюллером). Скелетон вернулся в программу зимних Олимпийских игр во многом благодаря усилиям Ши и его чемпионскому статусу.
Закончил карьеру в октябре 2005 года, после чего возглавил благотворительный фонд семейства Ши, собирающий средства на развитие детского спорта. Женат, имеет дочь.